# Ruth (cràter lunar)
|  | Aquest article tracta sobre un cràter de la Lluna. Si cerqueu un cràter del planeta Venus, vegeu «Ruth (cràter)». |

Ruth és un petit cràter d'impacte de la Lluna situat a la part oriental de l'Oceanus Procellarum. Es troba a l'est de la parella de cràters formada per Krieger i Van Biesbroeck. Un altre cràter una mica més gran, Rocco, es troba a escassa distància cap al nord-nord-est.

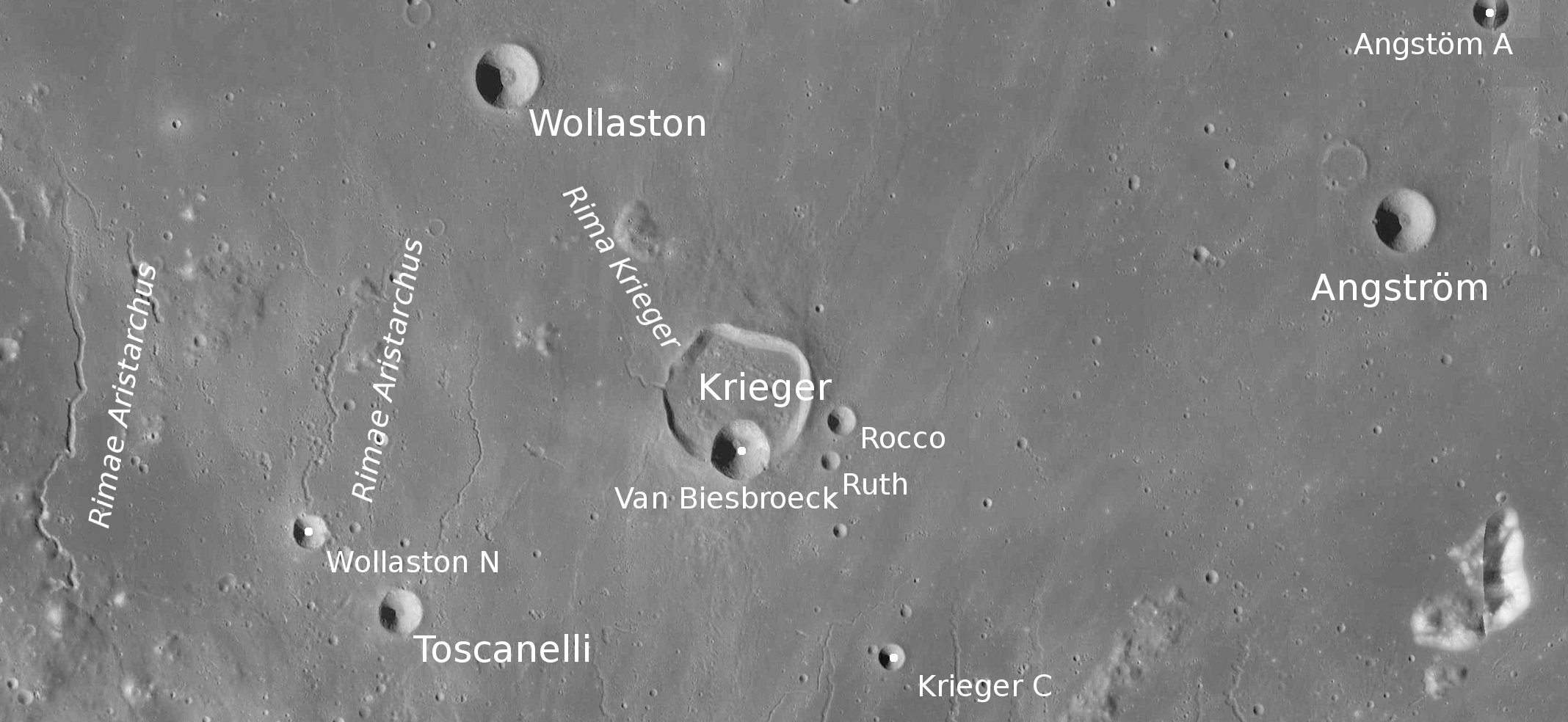
Localització de Ruth (centre dreta de la imatge)
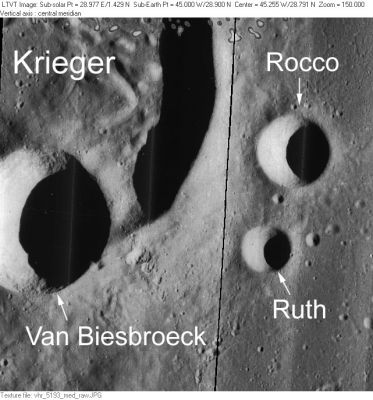
Van Biesbroeck, Rocco i Ruth envoltant a Krieger

És un cràter amb forma de copa, amb una mínima plataforma central. A l'igual que el veí cràter Rocco, apareix nítidament marcat sobre la superfície de la mar lunar, sense signes evidents d'erosió.
Segons el document de la NASA RP-1097, Ruth és una impacte menor el nom del qual originalment només es feia servir en connexió amb el Lunar Topophotomap 39A1 / S1, mapa en el qual ja apareixia retolat